# Route nationale 25 (Estonie)
Pour les articles homonymes, voir Route nationale 25.
La route nationale 25 (Tugimaantee 25) est une route nationale estonienne reliant Mäeküla à Kapu.
Elle mesure 25,3 km.

## Tracé
- Comté de Järva
  - Mäeküla
  - Nurmsi
  - Sargvere
  - Suurpalu
  - Väike-Kareda
  - Kahala
  - Köisi
  - Müüsleri
  - Vao
  - Aruküla
  - Koeru
  - Kapu